# Ketchum (Idaho)
Ketchum es una ciudad ubicada en el condado de Blaine en el estado estadounidense de Idaho. En el año 2010 tenía una población de 2.689 habitantes y una densidad poblacional de 344,74 personas por km².

## Geografía
Ketchum se encuentra ubicado en las coordenadas 43°40′00″N 114°22′00″O / 43.66667, -114.36667. Según la Oficina del Censo, la localidad tiene un área total de 7,8 km² (3 mi²), de la cual 7,8 km² (3 mi²) es tierra y 0 km² (0 mi²) (0.0%) es agua.

## Demografía
En el 2000 la renta per cápita promedia del hogar era de $45,457, y el ingreso promedio para una familia era de $73,750. En 2000 los hombres tenían un ingreso per cápita de $31,712 contra $27,857 para las mujeres. El ingreso per cápita para la localidad era de $41,798. Alrededor del 8.9% de la población estaba bajo el umbral de pobreza nacional.